# Solano Ribeiro
Solano Ribeiro de Faria  (São Paulo, 1939 ) é um  crítico e produtor musical brasileiro.

## Biografia
Em 1957, iniciou o curso de arte dramática na EAD. Interrompeu o curso para se tornar vocalista de uma banda de rock - The Avallons. O grupo teve certo sucesso na cidade, chegando a gravar vários discos. No início dos anos 1960, Solano trabalhou como ator teatral, participando do Teatro de Arena. Em 1963, foi convidado para coordenar a programação da antiga TV Excelsior.
Ainda na década de 1960 Solano Ribeiro idealizou e promoveu a realização dos festivais de Música Popular Brasileira, lançando dezenas de novos talentos e impulsionando a indústria fonográfica no país. Do primeiro festival na TV Excelsior, quando revelou Elis Regina, até os da TV Record, Globo e Tupi, teve a oportunidade de lançar: Edu Lobo, Francis Hime, Maria Odete, Chico Buarque, Nara Leão, Geraldo Vandré, Jair Rodrigues, Martinho da Vila e outros.
Teve como colaboradores, entre outros: Rogério Duprat, Décio Pignatari, Júlio Medaglia, Sérgio Cabral, Chico Anísio, Cesar Camargo Mariano, Flávio Porto (irmão de Sérgio Porto) e o produtor musical Marcos Antonio Riso (que foi trazido do Rio Grande do Sul por Solano e Paulo Machado de Carvalho, diretor da TV Record). A partir de 1969, a TV Record entra em grave crise, e Solano Ribeiro se afasta da emissora. A famosa equipe "A", composta por Antônio Augusto Amaral de Carvalho (filho de Paulo Machado de Carvalho, dono da TV Record), Nilton Travesso, Manoel Carlos (hoje autor de novelas) e Raul Duarte - que recriaram totalmente o Festival da Record, atendendo às exigências e à orientação da ditadura militar -,  desfaz-se. A coordenação musical passou a ficar a cargo de Marcos Antonio Riso, seguidor de Solano Ribeiro. O último festival de música da Record, em 1969, lançou os Novos Baianos e teve como vencedor Paulinho da Viola. Luiz Gonzaga Junior, o Gonzaguinha, foi premiado com a melhor letra, para a canção "Moleque".
Como diretor de musicais para TV no Brasil, realizou  Disparada, com Geraldo Vandré;  Som Livre Exportação (Rede Globo), até hoje recorde de público para musicais em recinto fechado (100 mil espectadores, no Anhembi - São Paulo); A César, coprodução com a TV Manchete, que ganhou o "Tucano de Ouro" e foi eleito o melhor musical no Fest Rio, concorrendo com produções de todo o mundo.
Dirigiu vários documentários para a TV alemã, tendo sido premiado em um importante festival europeu de televisão, na Áustria, pela realização do musical Novos Baianos FC.
Ao voltar da Europa, assumiu o cargo de diretor de programação da Rede Tupi de Televisão, de onde saiu para fundar a Rede Antena 1 de rádio.
Como diretor de comerciais, entre as dezenas de prêmios que conquistou, obteve um Grand Prix pela direção do comercial de lançamento do Tempra para a Fiat. Em 1997, conquistou a "Medalha de Ouro" no Festival de New York, com o filme Mosquito, para a Rádio Antena 1.
Como produtor independente de discos, lançou Olho D'Água, com Marlui Miranda e Egberto Gismonti;  O Melhor do Millor, com Millor Fernandes, Fernanda Montenegro, Fernando Torres, Miele e Ruy Afonso. Em 1997, pela Gravadora Eldorado, lançou o CD Artigo de Luxo, com Pat Escobar.
Participou da realização do Festival da Música Brasileira apresentado pela Rede Globo de Televisão, no ano 2000. Em 2005 foi o diretor geral do Festival Cultura quando criou o Festival de Clips e o Festival Cultura na Internet.
Em 2003, lançou o livro Prepare Seu Coração, um relato da sua carreira como profissional de comunicações.
Trabalha na estruturação de um musical para teatro com o título de Ipanema, no roteiro de longa metragem; O Mercado, cujo pano de fundo é o mundo da propaganda, baseado num conto de sua autoria. Está finalizando  um livro de ficção com o título de O Sétimo Dia. [carece de fontes?]
Desde 2006, apresenta o  programa Solano Ribeiro e a Nova Música do Brasil, na Rádio Cultura Brasil (AM 1200), em São Paulo.